# Volunteer Jam

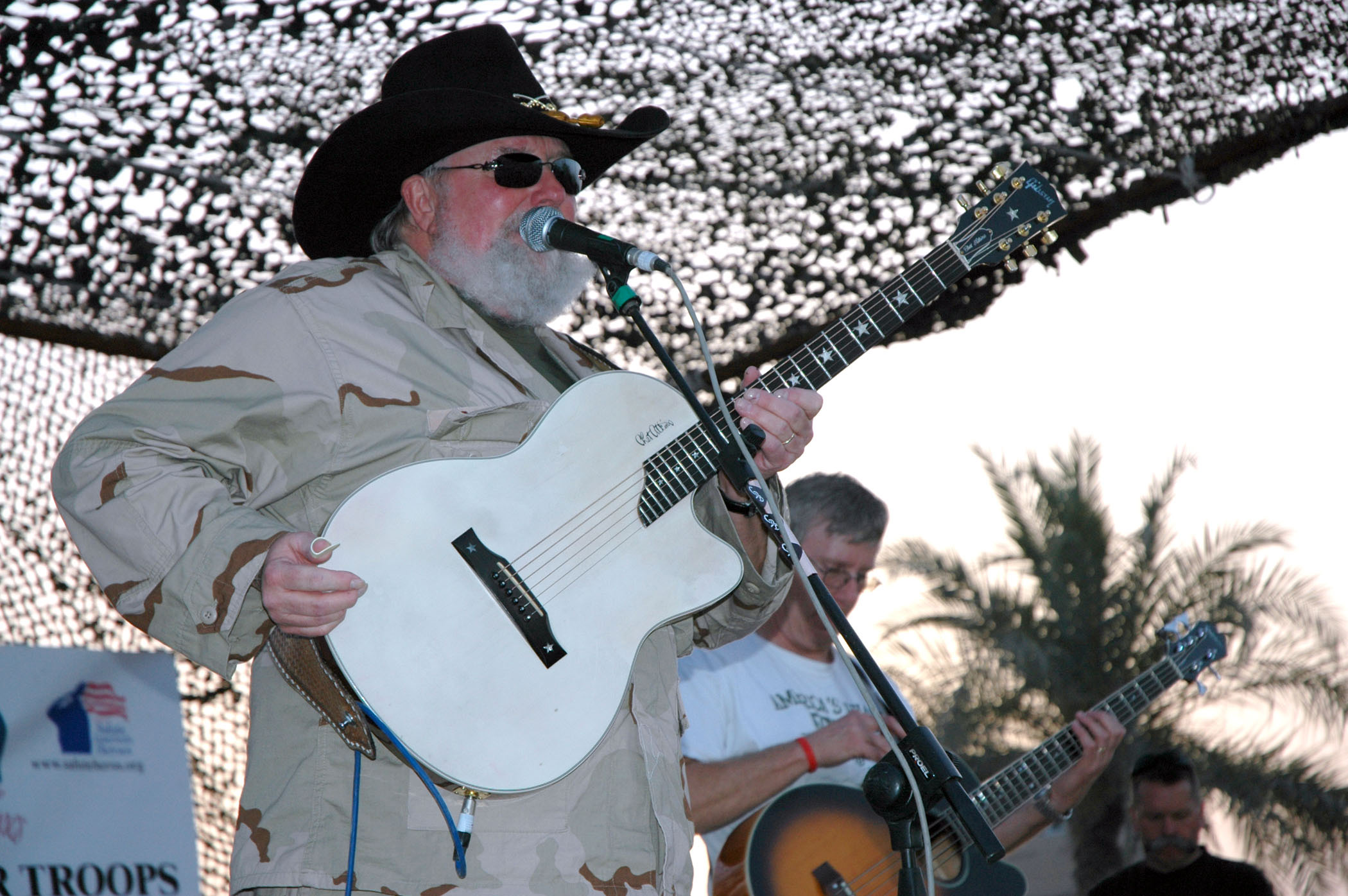
Charlie Daniels, creador del Volunteer Jam

The Volunteer Jam fue una serie de conciertos anuales realizada por la banda Charlie Daniels Band, iniciando el 4 de octubre de 1974, en el "War Memorial Auditorium" en la ciudad de Nashville, Tennessee, Estados Unidos. A partir de allí, el concierto se convirtió en toda una tradición.
El segundo Volunteer Jam fue lanzado en formato de película. Fue denominada como la "Primera película del rock sureño" incluso llegando a presentarse en teatros en Estados Unidos. La película fue relanzada en formato DVD en el 2007. Artistas y bandas participantes en el jam incluyen a George McCorkle, Jimmy Hall, Dickey Betts, Henry Paul, Dobie Gray, Toy Caldwell, entre otros.
En 1979, Lynyrd Skynyrd se reunió por primera vez desde el accidente aéreo de 1977, con algunos miembros de la Charlie Daniels Band. El teclista de dicha banda, Joel DiGregorio, se encargó de las voces en "Call Me the Breeze", seguida por una extensa versión instrumental del clásico "Free Bird." En 1987 Lynyrd Skynyrd retornó a la escena por segunda vez, también en el Volunteer Jam.
Otros artistas y músicos famosos en hacer parte de jam incluyen a Ted Nugent, The Allman Brothers Band, The Marshall Tucker Band, Billy Joel, Garth Brooks, Billy Ray Cyrus, Stevie Ray Vaughan, Tammy Wynette, Roy Acuff, Carl Perkins, Alabama, Don Henley,  Barefoot Jerry y muchos otros.